# Kemp Mill
Kemp Mill és una concentració de població designada pel cens dels Estats Units a l'estat de Maryland. Segons el cens del 2000 tenia 9.956 habitants.

## Demografia
Segons el cens del 2000, Kemp Mill tenia 9.956 habitants, 3.386 habitatges, i 2.654 famílies. La densitat de població era de 1.595 habitants/km².
Dels 3.386 habitatges en un 33,9% hi vivien nens de menys de 18 anys, en un 65,3% hi vivien parelles casades, en un 9,6% dones solteres, i en un 21,6% no eren unitats familiars. En el 17% dels habitatges hi vivien persones soles el 8,7% de les quals corresponia a persones de 65 anys o més que vivien soles. El nombre mitjà de persones vivint en cada habitatge era de 2,89 i el nombre mitjà de persones que vivien en cada família era de 3,22.
Per edats la població es repartia de la següent manera: un 25,1% tenia menys de 18 anys, un 5,6% entre 18 i 24, un 25,9% entre 25 i 44, un 24,7% de 45 a 60 i un 18,7% 65 anys o més.
L'edat mediana era de 41 anys. Per cada 100 dones de 18 o més anys hi havia 91,5 homes.
La renda mediana per habitatge era de 79.154 $ i la renda mediana per família de 86.327 $. Els homes tenien una renda mediana de 52.244 $ mentre que les dones 41.285 $. La renda per capita de la població era de 34.570 $. Entorn del 2,3% de les famílies i el 4,1% de la població estaven per davall del llindar de pobresa.

## Poblacions més properes
El següent diagrama mostra les poblacions més properes.